# Заштита традиционалних производа у Србији
Заштита традиционалних производа у Србији уведена је након сагледавања значаја и користи од већ постојећих националним системима за заштићено порекло као што су италијански систем  DOC (Denominazione d’Origine Controllata) и француски систем AOC (Appellation d’Origine Contrôlée). Она је данас у Србији заснована  на систему за заштиту и промовисање традиционалних пољопривредних и прехрамбених производа, Европске уније почев од 1992. године.

## Предуслови
Током 1995. године  Савезна скупштина, тадашње  СР Југославије  дала је сагласност на четири закона из области индустријске својине, и то:
- Закон о патентима,
- Закон о жиговима
- Закон о моделима и узорцима и
- Закон о географским ознакама порекла.

Ови законски прописи  усаглашени су са стандардима GATT (General Agreement on Tarrifs and Trade), WTO (World Trade Organization), затим европским стандардом (Council Regulation EEC No 2081/92) као и са стандардима Светске организацијом за интелектуалну својину WIPO (World Intelectual Property Organization). 
Тако је овим законима створена правна основа за конкретан рад у области интелектуалне својине, и посебно  заштите традиционалних производа у Србији и заштите географских ознака порекла.

## Значај
Данас више није довољно само произвести традиционални производ у Србији, већ та роба мора да буде квалитетно упакована, презентована и маркетиншки представљена, а ознаке квалитета које стоје на неком паковању свакако могу да допринесу бољој продаји производа. 
У том смислу у Србији се у 21. веку систематски пришло примена система заштите традиционалних производа и промовисању традиционалних српских пољопривредних и прехрамбених производа, у циљу подизања вредности свих:
- пољопривредних и прехрамбених производа са ознаком изворности,
- пољопривредних и прехрамбених производа ознаком географског порекла,
- производа са посебним својствима и карактеристикама која произлазе из традиционалних начина њиховог спремања (јер имају препознато традиционално обележје).[5]

Један од циљева је и да се овакви производи укључе у туристичку понуду краја као аутентична понуда региона.
Такође на овај начин се постиже и заштита права интелектуалне својине кроз ознаку географског порекла, заштиту жига, дизајна, технологија, која је неопходна у функцији брендирања пољопривредних производа јер доприноси препознатљивости производа, бољој тржишној позиционираности и остваривању већег профита.

### Економски, социјални и еколошки значај заштита традиционалних производа у Србији
Економски значај географских ознака порекла огледа се у томе што производи са заштићеном ознаком порекла уживају посебан углед на домаћем и иностраном тржишту. Њих одликује типичан и препознатљив
квалитет, захваљујући специфичним природним условима, (климатски, као и искуство и вештина произвођача са одређеног подручја). Таква заштита представља значајно конкурентско средство у односу на исте или сличне производе других произвођача. 
| Економски ефекти | Социјални ефекти                                                                               | Ефекти на животну средину                                               |
| --- | ---------------------------------------------------------------------------------------------- | ----------------------------------------------------------------------- |
| - додата вредност која се задржава у региону производње - директна и индиректна запосленост - премије у цени за произвођаче | - очување културног наслеђа - социјална кохезија - социјална укљученост свих група - идентитет | - заштита пејзажа/крајолика - заштита природних ресурса - биодиверзитет |

## Облици заштите
Успостављени систем заштите пољопривредних и прехрамбених производа разликује три шеме:
- Заштићена ознака изворности, акроним PDO (Protected Designation of Origin)
- Заштићено географско порекло, акроним PGI (Protected Geographical Indication  )
- Загарантован традиционални специјалитет, акроним TSG (Traditional Speciality Guaranteed  )

- Ознака изворности
- Ознака географског порекла
- Ознака  за загарантован традиционални специјалитет

### Заштићена ознака изворности
Заштићену ознака изворности или заштиту имена порекла, могу добити производи чије су карактеристике: 
- квалитет
- посебна својства условљена географијом подручја на коме се праве,
- посебна својства природе подручја на коме се праве,
- људски фактори, који владају на подручја на коме се праве.

Ознака изворности потврђује и да су све фазе производње, прераде и припреме производа са овом ознаком у целини одвијају на ограниченом, тачно дефинисаном географском подручју. 
Довољна количина и константан квалитет сировина потребних за припрему заштићеног производа, гарантује се овом ознаком.

### Заштићена ознака географског порекла
Заштићена ознака географског порекла идентификује одређени производ као производ са пореклом јер се односи на територију одређене земље, региона или локалитета. Наиме она се везује за територију која му даје одређени квалитет, репутацију или друге карактеристике производа и у начелу ти квалитети се могу приписати његовом географском пореклу јер се производња, прерада, припрема одвијају на одређеном ограниченом подручју. 
Довољно је, и да се само једна (појединачна) фаза одвија у оквиру региона, локалитета или земље чију ознаку носи.
Квалитет, репутација или нека друга особина производа који потиче са одређеног географског подручја, доказује се заштићеном ознаком географског порекла 
У Републици Србије тренуто су регистроване 79 ознаке географског порекла, од чега 39 ознака директно штите пољопривредне и прехрамбене производе и минералне воде.
У Србији следећи сиреви имају ознаку географског порекла: Кривоворски качкаваљ, Хомољски овчији сир, Хомољски козји сир, Хомољски крављи сир, Сврљишки качкаваљ, Старопланински качкаваљ, Сјенички овчији сир, Пиротски качкаваљ од крављег млека, Сомборски сир, Златарски сир, Сјенички крављи сир, Сврљишки крављи сир.

### Ознака гарантовано традиционалног специјалитета
Ознака гарантовано традиционалног специјалитета се користи за заштиту:
1. Аутохтоних производа којима прети нестајање — којом може да се заштити назив, ако описује специфичан производ или намирницу, тако да показује традиционалан начин производње, прераде или
традиционални састав, који одговара традиционалној пракси за односни производ или намирницу или је произведен из традиционално коришћених сировина или додатака. За регистрацију гарантовано традиционалног специјалитета потребно је да је назив традиционално коришћен за специфичан производ или да идентификује традиционална или посебна обележја производа. Појам традиционалан дефинише као доказана употреба на унутрашњем тржишту у временском периоду од најмање 30 година, при чему се сазнање о производњи и преради преноси са генерације на генерацију.
2. Неовлашћеног коришћења (имитација) одређеног производа — када имитирање обухвата примену ознаке која је заменљива са регистрованом ознаком географског порекла, или ознаком која код потрошача ствара утисак као да је реч о регистрованој ознаци.26 Утисак о коме је реч тим пре ће настати што је већа сличност између производа за које се користе спорна и регистрована ознака.
Значај и циљ

Ознака гарантовано традиционалног специјалитета није толико повезана са географским преклом колико жели да нагласи традиционални карактер производа (састава производа или начина производње). 
| „ | Да би одређено име било заштићено овом ознаком, оно мора поседовати особине које га издвајају од других производа, односно мора да буде традиционалан производ и да поседује специфичан карактер и својства која га чине различитим од других прехрамбених производа из исте категорије, а то обухвата: употребу традиционалних сировина у производњи прехрамбених производа, или традиционалан састав производа или начин производње. Такође термин традиционалан у овом контексту значи доказано коришћење одређеног имена на тржишту у временском периоду који показује видљиви трансфер између генерација и траје не мање од 25 година. | ” |

Главни циљ заштите ознаком традиционалног специјалитета је да:
- висококвалитетним производима, који нису повезани са одређеном географском облашћу, омогући да буду препознатљиви у мноштву других производа,
- ови производи постану део тржишта,
- помаже у одржавању аутентичних производа који су део културног наслеђа.

## Тренутно стање
Заштита традиционалних производа у Србији на међународним тржиштима везана је за повећане маркетиншке напоре и у том смислу могу имати позитиван утицај на репутацију многих производа са пореклом из Србије. Међутим анализа производа који су покривени међународном заштитом открила је да за сада српске компаније не користе довољно предности расположивих заштитних ознака.